# Производная по направлению
В математическом анализе произво́дная по направле́нию — одно из обобщений понятия производной на случай функции нескольких переменных.
Производная по направлению показывает, как быстро значение функции изменяется при движении в данном направлении.

## Назначение
Производная функции одной переменной показывает, как изменяется её значение при малом изменении аргумента.
Если мы попытаемся по аналогии определить производную функции многих переменных, то столкнёмся с трудностью: в этом случае изменение аргумента (то есть точки в пространстве) может происходить в разных направлениях, и при этом будут получаться разные значения производной.
Именно это соображение и приводит к определению производной по направлению.

## Определение
Рассмотрим дифференцируемую функцию {\displaystyle f(x_{1},\;\ldots ,\;x_{n})} от {\displaystyle n} аргументов в окрестности точки {\displaystyle {\vec {x}}{\,}^{0}=(x_{1}^{0},\;\ldots ,\;x_{n}^{0})}. Для любого единичного вектора {\displaystyle {\vec {e}}=(e_{1},\;\ldots ,\;e_{n})} определим производную функции {\displaystyle f} в точке {\displaystyle {\vec {x}}{\,}^{0}} по направлению {\displaystyle {\vec {e}}} следующим образом:
{\displaystyle \nabla _{\mathbf {e} }{f}({\vec {x}}{\,}^{0})=\lim _{h\to 0}{\frac {f({\vec {x}}{\,}^{0}+h\cdot {\vec {e}})-f({\vec {x}}{\,}^{0})}{h}}.}
Значение этого выражения показывает, как быстро меняется значение функции при сдвиге аргумента в направлении вектора {\displaystyle {\vec {e}}}.
Если направление сонаправлено с координатной осью, то производная по направлению совпадает с частной производной по этой координате.
В источниках встречаются разные обозначения для производной по направлению {\displaystyle {\vec {e}}}:
- {\displaystyle \nabla _{\mathbf {e} }{f}({\vec {x}}{\,}^{0}),}
- {\displaystyle {\frac {\partial {f({\vec {x}}{\,}^{0})}}{\partial {\mathbf {e} }}},}
- {\displaystyle \partial _{\mathbf {e} }f({\vec {x}}{\,}^{0})} или {\displaystyle D_{\mathbf {e} }f({\vec {x}}{\,}^{0}).}

Производная по направлению имеет те же свойства, что и обычная производная функции одного аргумента:
- {\displaystyle \nabla _{\mathbf {e} }(f+g)=\nabla _{\mathbf {e} }f+\nabla _{\mathbf {e} }g,}
- {\displaystyle \nabla _{\mathbf {e} }(cf)=c\nabla _{\mathbf {e} }f,}
- {\displaystyle \nabla _{\mathbf {e} }(fg)=g\nabla _{\mathbf {e} }f+f\nabla _{\mathbf {e} }g,}
- {\displaystyle \nabla _{\mathbf {e} }(h\circ g)(\mathbf {p} )=h'(g(\mathbf {p} ))\nabla _{\mathbf {e} }g(\mathbf {p} ).}

## Выражение производной по направлению через частные производные
Пусть направляющий вектор направления {\displaystyle e} имеет координаты {\displaystyle (e_{1},e_{2}\dots e_{n})}. Тогда имеет место формула:
{\displaystyle \nabla _{\mathbf {e} }{f}(\mathbf {x} )={\frac {\partial f}{\partial x_{1}}}e_{1}+\dots +{\frac {\partial f}{\partial x_{n}}}e_{n}.}
На языке векторного анализа эту формулу можно записать иначе. Производную по направлению дифференцируемой по совокупности переменных функции можно рассматривать как проекцию градиента функции на это направление, или иначе, как скалярное произведение градиента на орт направления:
{\displaystyle \nabla _{\mathbf {e} }{f}(\mathbf {x} )=\nabla f\cdot {\vec {e}}.}
Отсюда следует, что в заданной точке производная по направлению принимает максимальное значение тогда, когда её направление совпадает с направлением градиента функции в данной точке.

## Нормальная производная
Нормальная производная — производная по направлению нормали некоторой поверхности. Понятие нормальной производной особенно важно при решении краевых задач (см. пример в статье Задача Неймана). Если нормаль обозначить {\displaystyle \mathbf {n} }, то нормальная производная {\displaystyle {\frac {\partial f}{\partial \mathbf {n} }}} для функции f даётся формулой:
{\displaystyle \nabla _{\mathbf {n} }{f}(\mathbf {x} )={\frac {\partial f(\mathbf {x} )}{\partial \mathbf {n} }}={\frac {\partial f}{\partial \mathbf {x} }}\cdot \mathbf {n} =\nabla f(\mathbf {x} )\cdot \mathbf {n} .}
Для функции, заданной на плоскости, нормальная производная определяется как производная по направлению нормали некоторой кривой, лежащей в той же плоскости.

## Вариации и обобщения
До сих пор рассматривались функции в евклидовом пространстве, однако производная по направлению может быть определена в произвольном гладком многообразии. Пусть {\displaystyle P} — выбранная точка многообразия, {\displaystyle \gamma } — гладкая кривая, проходящая через точку P ({\displaystyle \gamma (t_{0})=P}), {\displaystyle v} — касательный вектор для кривой {\displaystyle \gamma } в точке P. Тогда можно определить ковариантную производную по направлению вектора {\displaystyle v}:
{\displaystyle \nabla _{\mathbf {v} }f(\mathbf {P} )=\left.{\frac {d}{dt}}f(\gamma (t))\right|_{t=t_{0}}.}
Можно показать, что это определение зависит только от вектора {\displaystyle v}, то есть для всех кривых с общим касательным вектором значение ковариантной производной будет одно и то же.
Ещё одно обобщение — производная Гато.